# NGC 7827
NGC 7827 je čočková galaxie v souhvězdí Ryb. Její zdánlivá jasnost je 14,1m a úhlová velikost 1,20′ × 0,9′. Je vzdálená 242 milionů světelných let, průměr má 85 000 světelných let. Galaxii objevil 25. září 1830 John Herschel.